# John Paul Jones
John Paul Jones (6. srpnja 1747. – 18. srpnja 1792.) bio je škotski pomorac koji se istaknuo kao najuspješniji zapovjednik Američke kontinentalne mornarice tijekom Američkog rata za neovisnost. Kako je Velika Britanija Amerikance tada smatrala odmetnicima i pobunjenicima, Jones je od tadašnjih britanskih vlasti smatran piratom. 

## Životopis
Rođen je uz jugozapadnu obalu Škotske i kršten John Paul. 1760. pridružio se svom starijem bratu koji se nastanio u Virginiji. U ranoj se mladosti priključuje trgovačkoj mornarici i u početku plovi sjevernim Atlantikom. Nakon služenja na brodovima koji su prevozili crno roblje, dobiva zapovjedništvo nad jednim brigantinom i počinje se baviti krijumčarenjem. Kako bi prikrio svoje tragove od britanskih vlasti, svome imenu dodaje i Jones. Godine 1775. pridružuje se američkoj pobunjeničkoj mornarici koja se tek stvara i dobiva čin drugog časnika jedne fregate. Dolazi u Nantes i Brest, vodi gusarske akcije protiv Britanaca i plijen doprema u Brest.
Godine 1779. zapovijeda brodom što ga je Francuska poklonila mladoj američkoj mornarici, a koji je sam prekrstio u Dobričina Richard, u čast Benjaminu Franklinu. S posadom od 380 ljudi, brod u kolovozu 1799. diže sidro u Lorientu. U rujnu iste godine vodi slavnu bitku s britanskom fregatom Serapis. Već na samom početku bitke, njegov brod počinje propuštati vodu i prijeti mu potonuće. Na poziv zapovjednika Serapisa Pearsona da se preda, Jones uzvraća:"Još se nisam ni počeo boriti!". Te riječi ostaju zauvijek zapisane u američkoj povijesti. Jones navodi Dobričinu Richarda uz bok Serapisa i uspijeva ga osvojiti. Slavodobitno se vraća u Lorient na fregati na kojoj se vijori američka zastava. Njegov je vlastiti brod potonuo.
Neko vrijeme Jones ostaje u Francuskoj a onda odlazi u Rusiju na dvor carice Katarine II., koja ga imenuje admiralom. Borio se protiv Otomanskih brodova na Crnom moru no poslije je bio optužen da je napastovao maloljetnu djevojku. Napustio je Rusiju i nastanio se u Francuskoj. Umro je 1792. u Parizu. Njegovi posmrtni ostatci su 1906. preneseni u kapelu Pomorske akademije u Annapolisu u Marylandu.